# 强制上映制度
强制上映制度是大马国家电影发展局（FINAS）为了影院追求最大盈利采用的一项政策，保护较于弱势的本地电影不被国外电影挤压，授权强制放映计划委员会考虑和接受任何本地电影或合资电影（不论本地和外国）在电影院强制放映。根据2005年6月23日正式生效的2005年马来西亚国家电影发展公司（强制放映计划）的规定，参展商必须在最大的电影院里连续十四天放映获批影片。
但是，在以下情况下，批准的电影的放映可能会从最大的影厅改为较小的影厅：
1. 连续放映前四天后，观众人数少于电影院总座位数的百分之三十；或者
2. 连续放映前三天后，观众人数不少于影厅总座位数的百分之十五；
3. 如果观众人数少于15%，参展商可自行决定撤回已批准影片的放映。参展商应在两天内向组委会和参与者提交有关更改电影院或撤回任何已批准影片的报告交流。